# Nederlandse Ornithologische Unie
De Nederlandse Ornithologische Unie (NOU) is een meer dan honderd jaar oude vereniging van ornithologen. De vereniging heeft tot doel het contact tussen amateuronderzoekers en beroepsornithologen te bevorderen om zo de kennis die in beide kringen aanwezig is toegankelijker te maken. De vereniging staat open voor alle vogelaars, maar richt zich in het bijzonder op mensen die verder willen kijken dan alleen het herkennen van vogelsoorten.

## Geschiedenis
In Nederland werd in 1901 de Nederlandsche Ornithologische Vereeniging opgericht. In 1911 splitste, na onenigheid over het nut en noodzaak van vogelbescherming, de Club van Nederlandse Vogelkundigen (CNV) zich hiervan af. Op 1 januari 1957 fuseerden beide clubs tot de Nederlandse Ornithologische Unie (NOU). Deze vereniging is nog steeds de meest gezaghebbende Nederlandse vogelkundige organisatie. De ornitholoog Rudi Drent (1937-2008) was tussen 1974 en 2003 voorzitter van de NOU. De CNV bestond in 2011 honderd jaar en gaf bij die gelegenheid het boek 'Eeuwbericht' uit. In 2012 werd de CNV opgeheven en tegelijkertijd werd als een soort doorstart een nieuwe sectie van de NOU opgericht, de Avifaunistische Kring Nederland (AKN). Deze is georganiseerd rond specifieke activiteiten, zoals de Werkgroep Ornithologisch Erfgoed (WOE)  en de  Werkgroep Georgië , maar organiseert ook excursies en lezingen.

## Tijdschriften
De NOU geeft twee tijdschriften uit: Ardea en samen met Sovon Limosa.

Limosa is een Nederlandstalig tijdschrift waarin amateurs en vakornithologen over vogelonderzoek in Nederland publiceren. De artikelen gaan onder meer over aantalsontwikkelingen van bepaalde vogelsoorten, ecologisch vogelonderzoek, broedbiologisch onderzoek en vogeltrek. Daarnaast worden opmerkelijke rapporten besproken en ook wordt aandacht geschonken aan recent verschenen boeken. Dit tijdschrift verschijnt vier keer per jaar.

Ardea is het oudste tijdschrift, het heette in 1910 nog het jaarboekje van de NOV en kreeg in 1912 de naam Ardea. Het is sinds lang een Engelstalig tijdschrift waarin professioneel ornithologisch onderzoek van academisch niveau uit de gehele wereld wordt gepubliceerd. De nadruk wordt gelegd op artikelen die betrekking hebben op de ecologie, biogeografie en evolutie van vogelsoorten. Het tijdschrift wordt gerekend tot de top vijf van de ornithologische tijdschriften. Jaarlijks verschijnen twee gewone nummers, maar om de twee jaar verschijnt er een extra dik speciaal nummer, dat gewijd is aan het onderzoek aan een vogelsoort of groep van vogelsoorten of in de vorm van een symposiumbundel.

## Overige activiteiten
Jaarlijks organiseert de NOU twee tot drie studiedagen met meestal een bepaald thema zoals de aantalsontwikkeling van een vogelsoort, verspreiding, foerageerstrategie, broedgedrag en vogeltrek. Vaak wordt ook een buitenlandse onderzoeker uitgenodigd, zodat de leden kennis kunnen nemen van ornithologisch onderzoek in het buitenland. Daarnaast worden er ook themadagen georganiseerd die zijn gewijd aan een bepaald gebied. Deze lezingen worden dan gecombineerd met een excursie ter plekke. Zo zijn de afgelopen jaren de Veluwerandmeren, de Groninger waddenkust en het Deltagebied bezocht.

## Samenwerkende organisaties
Samen met Sovon en Vogelbescherming organiseert de NOU jaarlijks de Landelijke Dag. Dit is de belangrijkste bijeenkomst voor mensen die zich bezighouden met vogels kijken en/of bestuderen in Nederland (vogelaars). Naast interessante lezingen bestaat hier de mogelijkheid om de nieuwste boeken of tijdschriften in te zien en te kopen en in de wandelgangen elkaar te ontmoeten.

## Bron
Voous, Karel H., In de ban van vogels. Geschiedenis van de beoefening van de ornithologie in Nederland in de twintigste eeuw. Scheffers, Utrecht, 1995. ISBN 90 55460133.